# Profondeur narcotique équivalente
Cet article concerne le calcul des effets narcotiques en utilisant du trimix. Pour le calcul de la décompression en utilisant du nitrox, voir Profondeur équivalente air.
La profondeur narcotique équivalente (PNE) (en anglais : Equivalent narcotic depth (END)) est utilisé dans la plongée technique comme moyen d'estimer l'effet narcotique d'un mélange de gaz respiratoire tel que l'héliox et le trimix. La méthode consiste, pour un mélange et une profondeur donnés, à calculer la profondeur qui produirait le même effet narcotique lors de la respiration.
La profondeur narcotique équivalente d'un mélange de gaz respiratoire à une profondeur donnée est calculée en trouvant la profondeur d'une plongée en respirant de l'air qui aurait la même pression partielle totale d'azote (N²) et d'oxygène (O²) que le gaz respiratoire en question. Par exemple, un trimix contenant 20 % d'oxygène, 40 % d'hélium, 40 % d'azote (trimix 20/40) utilisé à 60 mètres a une PEN de 32 mètres.

## Exemple de calcul
La profondeur narcotique équivalente peut être calculée pour les profondeurs en mètres comme suit :
PEN = (Profondeur + 10) × (1 − Fraction de l'hélium) − 10
Pour l'exemple précédent, pour un mélange de gaz contenant 40% d'hélium utilisé à 60 mètres, la PEN est:
PEN = (60 + 10) × (1 − 0.4) − 10
PEN = 70 × 0.6 − 10
PEN = 42 − 10
PEN = 32 mètres
Ainsi, à 60 mètres sur ce mélange, le plongeur ressentira le même effet narcotique qu'une plongée à l'air à une profondeur de 32 mètres.

## Narcose à l'oxygène
Étant donné qu'il existe des preuves que l'oxygène joue aussi un rôle dans les effets narcotiques d'un mélange gazeux , le manuel de plongée de la NOAA recommande de traiter l'oxygène et l'azote comme étant également narcotiques  C'est maintenant préférable à la méthode précédente de considérer que seul l'azote soit responsable de la narcose, car il est plus conservateur. Dans cette analyse, on suppose que les potentiels narcotiques de l'azote et de l'oxygène sont semblables. Bien que l'oxygène ait une plus grande solubilité lipidique que l'azote et devrait donc être plus narcotique (corrélation de Meyer-Overton), il est probable qu'une partie de l'oxygène est métabolisée, réduisant ainsi son effet à un niveau semblable à celui de l'azote.

## Quelques exemples de PEN
| Quelques exemples de PEN | Quelques exemples de PEN | Quelques exemples de PEN | Quelques exemples de PEN |
| Profondeur               | Trimix                   | Trimix                   | Trimix                   |
| ------------------------ | ------------------------ | ------------------------ | ------------------------ |
| Profondeur               | T14/50                   | T19/30                   | T23/20                   |
| 30 m                     | 10 m                     | 18 m                     | 18.9 m                   |
| 42 m                     | 16 m                     | 26.4 m                   | 31.6 m                   |
| 51 m                     | 20.5 m                   | 32.7 m                   | 38.8 m                   |
| 60 m                     | 25 m                     | 39 m                     | 46 m                     |
| 72 m                     | 31 m                     | 47.4 m                   | 55.6 m                   |
| 81 m                     | 31.5 m                   | 53.7 m                   | 62.8 m                   |
| 90 m                     | 40 m                     | 60 m                     | 70 m                     |